# 오스트레일리아 우정공사

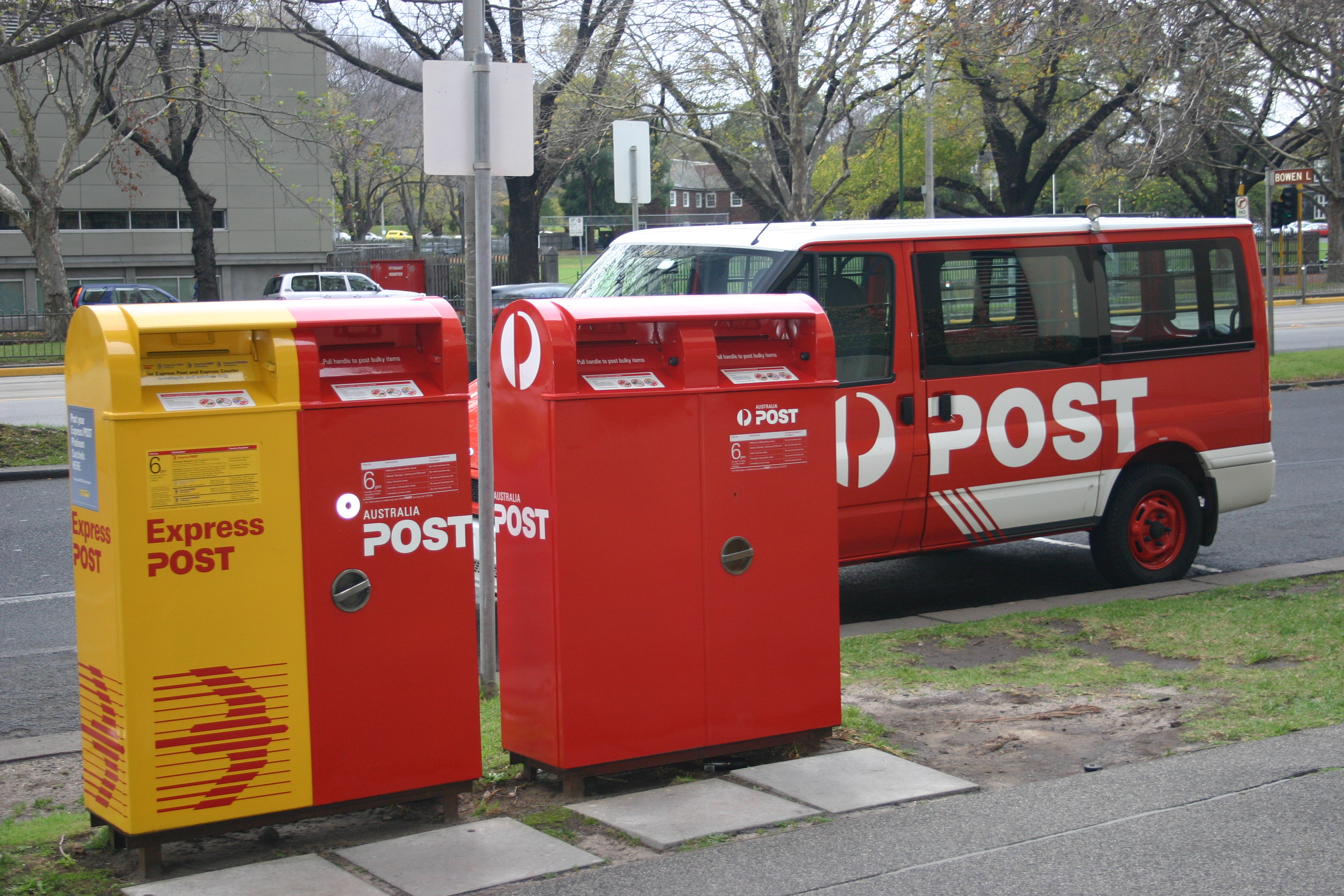
호주의 우체통. 노란색은 속달 우편용이다.

오스트레일리아 우정공사(the Australian Postal Corporation)은 오스트레일리아 정부가 완전 소유한, 오스트레일리아에서의 우정 사업을 담당하는 공사다. 아시아·태평양 지역에서 가장 포괄적인 소포 및 물류 서비스의 제공자이기도 하다. 오스트레일리아 포스트(Australia Post)라고 부르기도 한다.

## 우정 사업의 독점
1989년에 〈호주 우정공사법〉이 공포되면서 공사화되었다. 그러나 법에서는 250그램 이하의 서간 우편을 취급하는 사업자의 요금을 호주 우정공사의 4배로 법정화하고 있다.

## 역사
- 1809년에 아이작 니콜스가 호주 최초의 우체국장이 됨.
- 1891년 연방 결성 전의 식민지가 만국우편연합(UPU)에 가맹.
- 1901년 우정청(the Postmaster General's Office)이 설치.
- 1975년 현업부문을 담당하는 오스트레일리아 우정위원회(the Australian Postal Commission)가 설치.
- 1989년 공사화.

## 기타
- 대한민국 정보통신부의 우정사업본부와 쇼핑몰 배송 제휴를 맺고 있다[1].
- 호주우정공사는 산타에게 편지를 보내는 어린이를 대상으로 산타우편 서비스를 제공하고 있다. 산타에게 편지를 보내면 산타의 답장을 받을 수 있으며, 답장 받을 주소를 제대로 기재한 편지 1통당 10센트씩 기부한다. 산타우편은 연간 10만여 통으로, 해마다 10퍼센트씩 늘어난다고 한다[2].

## 같이 보기
- 나라별 우편 목록
- 우편